# Human Factors in Computing Systems
Die ACM Conference on Human Factors in Computing Systems (CHI) [kaɪ] ist eine wissenschaftliche Konferenzserie, die sich mit der Interaktion zwischen Menschen und Computern beschäftigt. Sie wird von der ACM SIGCHI durchgeführt, einer Special Interest Group, die sich mit der Mensch-Maschine-Interaktion beschäftigt. CHI ist eine jährlich veranstaltete Konferenz, die 1982 zum ersten Mal stattfand. Die Konferenz zieht jedes Jahr Tausende internationale Teilnehmer an.

## Geschichte
Die Konferenzserie startete 1982 in Gaithersburg. Während der Konferenz wurde die Gründung der ACM Special Interest Group on Computer-Human Interaction (SIGCHI) bekanntgegeben. ACM SIGCHI wurde in den folgenden Jahren zum Sponsor der Konferenzserie. Die erste von der SIGCHI organisierte Konferenz wurde 1983 in Boston durchgeführt. Die zweite Konferenz fand 1985 in San Francisco statt. Seitdem wird die Konferenz jährlich im Frühjahr organisiert. Bis 1992 wurde die Konferenz ausschließlich auf dem amerikanischen Kontinent veranstaltet. 1993 fand sie erstmals in Europa zusammen mit der Konferenz INTERACT in Amsterdam statt.
Über die Jahre stieg die Popularität der Konferenz. 1982 nahmen 907 Personen teil. 1990 zog die CHI 2.314 Teilnehmer an, und die Teilnehmerzahlen sind seitdem relativ konstant. Nach den frühen Jahren wurde die CHI sehr selektiv. Seit 1993 liegen die Annahmequoten für technische Beiträge konstant unter 30 Prozent. Nach 1992 lag die Annahmequote im Durchschnitt um die 20 Prozent. Die Anzahl an Beiträgen steigt langsam an und führte 2008 zu 157 angenommenen technischen Beiträgen bei einer Annahmequote von 22 Prozent.
2023 soll die Konferenz erstmalig in Hamburg und damit in Deutschland stattfinden.